# 忠誠度市場理論
忠誠度市場理論（英語：Market for loyalties theory），是引用媒體研究中的新古典主義經濟學為基礎的理論。忠誠度市場理論所指的是政府與其他權力擁有者為什麼要用法規，科技或是其他方法來控制審查制度而壟斷傳播市場，包括廣播、電視、衛星、網路、等等。此理論也被運用在推論當獨占或寡占市場減少的時候。

## 歷史和理論基礎
在1994年時，宾夕法尼亚大学的法學和傳播學教授門羅·普萊斯，在《耶魯法律》之中刊登忠誠度市場理論。普萊斯的理論解釋媒體法規與市場之間的關係，但此關係並非是金錢或服務上的等質關係，而是客戶所認同的忠誠度。
| 經濟學用語  | 忠誠度市場用語     |
| ----------- | ------------------ |
| 賣家        | 政府與權力擁有者   |
| 買家        | 一般民眾, 社團成員 |
| 價錢 / 貨幣 | 忠誠度             |
| 貨品        | 認同/身份          |

普萊斯形容賣家為：“在這個市場中賣家是那些認為神話，夢想，和歷史（例：認同/身份）是可以被轉換權利與財富的——經典例子為國家、政府、利益團體、企業和其他”。普萊斯說明買家、交換媒介和兩者之間的關係：
“買家”就是民眾、國民、整個民族、消費者——媒體提供的資訊、政治宣傳、廣告、戲劇和新聞的接收者。消費者針對一種或另一種的身份以幾種不同的方式“付費”，可以總稱為“忠誠度”或“公民身分”。但是付費的定義不是在於金錢的付出：它所指的是人們盡自己的稅法義務的，以及法律的服從，隨時同意被徵招服兵役，或是同意繼續在一個國家內居住。”
最後，這裡的身份觀念還涵括政綱、思維，或是國家理念和志向。這些有可能是很簡短抽象的希望未來能更好的理念，也可能是非常具體渴望的建國理念。身份對買家來說是很珍貴的，因為其包括了他們前人留下來的歷史，和他們對未來的夢想。主要的基礎建立於政府與權利擁有者為保護自己的市場掌控權而做出許多事情。忠誠度市場理論被運用在市場透過不同媒介提供給買家不同的身分認同。

## 忠誠度市場與獨占市場
在獨占或寡占市場失去了對資訊的掌控，這將造成無可避免的不穩定。忠誠度市場理論引用經濟學上的彈性概念預言失去市場控制的後果。
若無其他變數，當市場在失去獨占或寡占的控制前越缺乏彈性的時候，這個失控的後果將會更嚴重。
有四項影響彈性的要點：在市場是可替代的產品（或身分）以及其相似度；邊緣消費者的影響；批發與零售市場的困境；以及消費者在尋找競爭產品時所需花費的時間、資訊和金錢。
替代品包含了兩樣：“當一樣商品的價錢抬高時，另一件商品的需求就會增加。”在1926年時義大利的一位經濟學家馬爾柯·范諾提出彈性（或更重要的，穩定度）會跟著替代商品數量的上升而增加。而在忠誠度市場之中，更多的替代商品（也就是認同身分）的時候，彈性就會相對的上升，而針對失去獨占或寡占市場造成的不穩定也會減少。而當在忠誠度市場上競爭越多也越接近無限的時候，更新的認同身份將會有無窮盡的效果。所以當運用經濟學中彈性概念在忠誠度市場理論上，就可以找到支持傳播言論自由的論述。

## 結論
忠誠度市場理論提出言論自由與資訊流通的的重要性與好處。但是，他同時也顯示一旦失去了獨占或寡占市場時會造成的不穩定。